# Quadratura de Clenshaw-Curtis
La quadratura de Clenshaw–Curtis i les quadratures de Fejer són mètodes d'integració numèrica basats en l'expansió de l'integrant en termes dels polinomis de Txebixev. Un resum breu de l'algoritme és el següent: la funció {\displaystyle f(x)} que s'ha d'integrar és avaluada als extrems o arrels dels polinomis de Txebixev i aquests valors es fan servir per construir una aproximació polinòmica de la funció; aquesta és integrada exactament per donar una aproximació de la integral exacta que busquem. El càlcul dels pesos d'integració es pot fer mitjançant una DCT, que a través de la FFT es poden obtenir amb {\displaystyle O(n\log n)} operacions.

## Introducció general
El mètode consisteix a avaluar la funció en {\displaystyle n+1} nodes determinats, que anomenarem {\displaystyle x_{j}}, amb {\displaystyle j=0,\ldots ,n}. Llavors, el mètode es pot resumir en la següent equació:

{\displaystyle \int _{-1}^{1}f(x)\mathrm {d} x\approx I_{N}[f]=\sum _{i=0}^{n}w_{i}f(x_{i})}

on els coeficients {\displaystyle w_{i}} cal determinar-los en funció de la distribució dels nodes {\displaystyle x_{i}}.

## Fórmules explícites
Es poden obtenir fórmules explícites de la quadrature de Clenshaw-Curtis i de Fejer I i II. Tot i que són poc útils a nivell computacional, ja que fan falta {\displaystyle O(n^{2})} operacions per calcular-los, tenen la seva importància teòrica i a nivell didàctic.

### Quadratura de Clenshaw-Curtis
Pel cas de la quadratura de Clenshaw-Curtis, els nodes on s'avaluarà la funció són:

{\displaystyle x_{k}=\cos \theta _{k}\equiv \cos \left({\frac {k\pi }{n}}\right),\quad k=0,\ldots ,n}

Per altra banda, els pesos d'integració són:

{\displaystyle w_{k}={\frac {c_{k}}{n}}\left(1-\sum _{j=1}^{\lfloor n/2\rfloor }{\frac {b_{j}}{4j^{2}-1}}\cos(2j\theta _{k})\right),\quad k=0,\ldots ,n}

On els coeficients {\displaystyle b_{j}} i {\displaystyle c_{j}} tenen la següent expressió:

{\displaystyle b_{j}=\left\{{\begin{array}{l l}1,&j=n/2\\2,&j<n/2\end{array}}\right.\qquad c_{k}=\left\{{\begin{array}{l l}1,&k=0,n\\2,&\mathrm {altrament} \end{array}}\right.}